# Knud Sørensen
Knud „Kunuuteeraq“ Sørensen (25. září 1934, Aasiaat – 10. ledna 2009) byl grónský politik za stranu Atassut a obchodní správce.

## Životopis

### Mládí a studia
Knud Sørensen byl nemanželským synem Hanse Egedeho Berthelsena (1918–1999), učitele techniky, a Birthe Lydie Sofie Sørensenové, rozené Joelsenové (1917–?), ředitelky továrny. Jeho mladším nevlastním bratrem je pastor a spisovatel Lars-Pele Berthelsen (*1949). 14. června 1965 se oženil se Severinou (*1944), prodavačkou z Iginniarfiku.
V letech 1948–1950 navštěvoval Efterskole v Aasiaatu, v roce 1951 dokončil střední školu v Nuuku a poté se do roku 1954 učil prodavačem a kancelářským pomocníkem v KGH. V letech 1955 až 1958 působil v Manermiutu a poté v letech 1958 až 1964 v Killiitu. V letech 1964–1968 byl správcem v Iginniarfiku, poté pracoval v Attu. V letech 1971–1975 byl pak závodním radou. V roce 1983 byl asistentem v obci. Od roku 1984 byl také soudcem v Aasiaatu. Od roku 1997 působil jako řidič.

### Politická kariéra
V letech 1962 až 1964 zasedal v radě okresu Aasiaat, ve volbách do zemské rady v roce 1967 kandidoval jako první zástupce Edvarda Reimera ve volebním obvodu Kangaatsiaq, v letech 1971–1975 byl radním okresu Kangaatsiaq. V roce 1975 byl zvolen starostou okresu Aasiaat. Ve volbách do provinční rady v roce 1975 byl prvním zástupcem Magnuse Larsena. V parlamentních volbách v roce 1979 kandidoval za Atassut jako první zástupce Ado Lyngeho a druhý zástupce Otto Steenholdta. Ve volbách v roce 1983 byl prvním zástupcem Otto Steenholdta. V letech 1983 až 1989 byl pouze druhým zástupcem starosty.
V parlamentních volbách v roce 1984 poprvé sám kandidoval a byl zvolen do Grónského parlamentu. V roce 1987 mandát obhájil, ve stejném roce kandidoval i ve volbách do Folketingu, ale nebyl zvolen. V roce 1989 se opět stal starostou své domovské obce. V roce 1991 byl potřetí za sebou zvolen do parlamentu. V letech 1992 až 1995 zasedal v komisi pro reformu obcí, ve volbách do Folketingu v roce 1994 byl prvním zástupcem Otto Steenholdta, od roku 1995 opět nebyl starostou, ale v parlamentních volbách v roce 1995 byl počtvrté zvolen do parlamentu. Po volbách byl jmenován předsedou parlamentu, ale v roce 1997 rezignoval poté, co byl obviněn ze slovního obtěžování. Následující rok neúspěšně kandidoval ve volbách do Folketingu v roce 1998. V parlamentních volbách v roce 1999 nebyl znovu zvolen a po 15 letech opustil Grónský parlament. V letech 2001–2005 byl opět starostou okresu Aasiaat. Poté ukončil politickou kariéru.
V letech 1997 až 1999 byl také předsedou dozorčí rady KNI. 13. července 1993 mu byl udělen stříbrný řád Nersornaat, 27. září 1996 obdržel stejný řád ve zlatě a v roce 1997 byl jmenován rytířem řádu Dannebrog. Zemřel v roce 2009 ve věku 74 let.